# Винчо Христов
Винчо Христов Шаталов (Страхил) е участник в Съпротивителното движение по време на Втората световна война. Български партизанин от Народна бойна дружина „Чавдар“.

## Биография
Винчо Христов е роден на 24 февруари 1918 г. в с. Брестово, Ловешко. Произхожда от бедно селско прогресивно семейство. През 1932 г. завършва прогимназиално образование в родното си село, след което заминава да учи занаят в Ловеч. Под влиянието на прогресивни младежи той се включва в борбата на РМС.
След отбиване на военната си служба като гвардеец се завръща в с. Брестово. Тук се свързва с дейци на Българската работническа партия (комунисти). Под влиянието на Мишо Цонев през 1940 г. става член на БРП (к). Участва активно в провеждането на Соболевата акция, в изборните борби и нелегални събрания.
След преминаването на Христо Кърпачев в нелегалност, става негов ятак. В неговата колиба под ръководството на Кърпачев е отпечатан първият брой на партизанския вестник „Истина“. През 1941 – 1942 г. участва в събиране на храна, продукти и всичко необходимо за партизаните.
На 12 юли 1942 г. при изкарване и пренасяне на по-значителни количества храни за с. Прелом е разкрит. Арестуван е в общината, но успява да избяга. Поема пътя на въоръжената борба като партизанин в Народна бойна дружина „Чавдар“. Приема партизанското име Страхил. Избран е за командир на чета. През май 1943 г. група партизани, в която е и Страхил, е разкрита и обкръжена. В завързалия се бой е заловен жив и по-късно е осъден на смърт. На 29 октомври 1943 г. е обесен в Ловешкия затвор.